# Lista de aeroportos do Uruguai
Esta é uma lista de aeroportos do Uruguai, classificados por código ICAO:
| Nome oficial                                                      | Código IATA | Código ICAO | Cidade que serve           | Localização    | Coordenadas                 |
| Aeroporto Internacional Ángel Adami                               |             | SUAA        | Montevidéu                 | Montevidéu     | 34° 47' 21" S 56° 15' 53" O |
| Aeroporto Internacional de Artigas                                | ATI         | SUAG        | Artigas                    | Artigas        | 30° 23' 57" S 56° 30' 39" O |
| Aeropuoto Estancia Presidencial Anchorena                         |             | SUAN        | Barra de San Juan          | Colônia        | 34° 16' 13" S 57° 57' 51" O |
| Aeroporto de Placeres                                             | BUV         | SUBU        | Bella Unión                | Artigas        | 30° 19' 10" S 57° 33' 33" O |
| Aeroporto Internacional de Laguna de los Patos                    | CYR         | SUCA        | Colônia do Sacramento      | Colônia        | 34° 27' 05" S 57° 46' 01" O |
| Aeroporto Internacional de Zagarzazú                              |             | SUCM        | Carmelo                    | Colônia        | 33° 57' 58" S 58° 19' 31" O |
| Aeroporto Internacional de Santa Bernardina                       | DZO         | SUDU        | Durazno                    | Durazno        | 33° 21' 23" S 56° 29' 46" O |
| Aeroporto de Villa Independencia                                  |             | SUFB        | Fray Bentos                | Río Negro      | 33° 08' 35" S 58° 17' 38" O |
| Aeroporto Internacional C/C Carlos A. Curbelo de Laguna del Sauce | PDP         | SULS        | Maldonado y Punta del Este | Maldonado      | 34° 51' 30" S 55° 05' 30" O |
| Aeroporto Ricardo Detomasi                                        |             | SUME        | Mercedes                   | Soriano        | 33° 14' 55" S 58° 04' 22" O |
| Aeroporto Campo Municipal de Aterrizaje                           |             | SUMI        | Minas                      | Lavalleja      | 34° 20' 43" S 55° 13' 37" O |
| Aeroporto Internacional de Cerro Largo                            | MLZ         | SUMO        | Melo                       | Cerro Largo    | 32° 20' 33" S 54° 13' 19" O |
| Aeroporto Internacional de Carrasco Gral. Cesáreo L. Berisso      | MVD         | SUMU        | Montevidéu                 | Canelones      | 34° 50' 02" S 56° 01' 41" O |
| Aeroporto de El Jagüel                                            |             | SUPE        | Maldonado y Punta del Este | Maldonado      | 34° 54' 47" S 54° 55' 09" O |
| Aeroporto Internacional Tydeo Larre Borges                        | PDU         | SUPU        | Paysandú                   | Paysandú       | 32° 21' 47" S 58° 03' 59" O |
| Aeroporto de Río Branco                                           |             | SURB        | Rio Branco                 | Cerro Largo    | 32° 34' 54" S 53° 27' 14" O |
| Aeroporto Internacional Pte. Gral. Óscar D. Gestido               | RVY         | SURV        | Rivera                     | Rivera         | 30° 58' 10" S 55° 28' 24" O |
| Aeroporto Internacional de Nueva Hespérides                       | STY         | SUSO        | Salto                      | Salto          | 31° 26' 05" S 57° 59' 03" O |
| Aeroporto de Tacuarembó                                           | TAW         | SUTB        | Tacuarembó                 | Tacuarembó     | 31° 45' 01" S 55° 55' 26" O |
| Aeroporto de Treinta y Tres                                       | TYT         | SUTR        | Treinta y Tres             | Treinta y Tres | 33° 11' 42" S 54° 20' 50" O |
| Aeroporto de Vichadero                                            | VCH         | SUVO        | Vichadero                  | Rivera         | 31° 44' 21" S 54° 35' 16" O |